# Culex ugandae
Culex ugandae är en tvåvingeart som beskrevs av Someren 1967. Culex ugandae ingår i släktet Culex och familjen stickmyggor.
Artens utbredningsområde är Uganda. Inga underarter finns listade i Catalogue of Life.